# Fenton (Michigan)
Fenton is een plaats (city) in de Amerikaanse staat Michigan, en valt bestuurlijk gezien onder Genesee County.

## Demografie
Bij de volkstelling in 2000 werd het aantal inwoners vastgesteld op 10.582.
In 2006 is het aantal inwoners door het United States Census Bureau geschat op 11.931, een stijging van 1349 (12.7%).

## Geografie
Volgens het United States Census Bureau beslaat de plaats een oppervlakte van
17,8 km², waarvan 17,0 km² land en 0,8 km² water. Fenton ligt op ongeveer 275 m boven zeeniveau.

## Plaatsen in de nabije omgeving
De onderstaande figuur toont nabijgelegen plaatsen in een straal van 16 km rond Fenton.